# 永久居留證

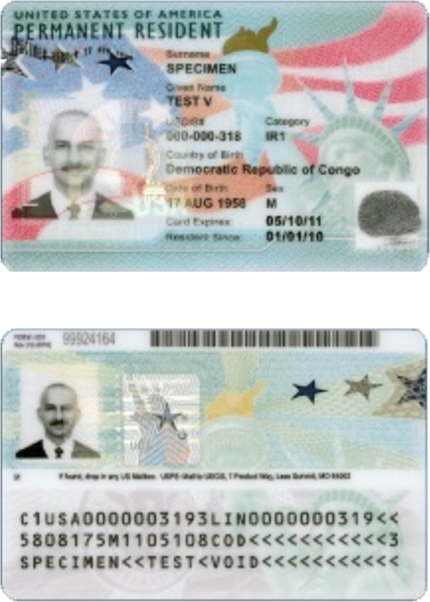
美国永久居民卡 (2017)

永久居住许可证是一种给外国公民的證件，也常用綠卡一詞指代。持有永久居住许可证意味着持卡人拥有在签发国的永久居留权，同时，持有永久居住许可证可以在一定时间内免去入境签证。

## 起源
绿卡这个词起源于美国，因为最早美国以及現今版本（2017）的永久居留许可证是一张绿色的卡片。此后“绿卡”一词逐渐成为各国永久居留证的代称。

## 各国的永久居住许可证

### 美国
“美国永久居民卡”，也叫I-551、綠卡，上面记录了持卡人的照片、指纹、姓名等资料，綠卡也算移民美國之必要過程，可以通过申请获得，申请人通常需要在美国有固定工作或配偶子女在美国定居。申请成功将给申请人发放绿卡，持卡人需要按期更新卡片。
根據美國國籍與移民法，綠卡持有者屬於沒有美國國籍，也不具美國公民身份的外國人。但其在美国境内基本享有和本国国民一样的待遇，不過没有选举权（依美國各州法律有所不同，可於加州選州長等）和被选举权。
根據美國移民法，永久居民入境美國時，需使用有效的移民簽證與有效的母國護照，否則不得入境。 拥有美国绿卡后，只要離開美國不超過一年，綠卡本身可以當作有效的入境移民簽證，不需去美国大使馆或领事馆另外申请签证。 反之，離開美國超過一年，必須於離境前先申請回美證（reentry permit, I-327），作為入境的有效移民簽證，回美證有效期最多兩年。 若是超過一段時間未入境美國的持卡人，在入境時很可能會被判決失去永久居留權，因為移民法要求綠卡持有人離開美國，必須是暫時性的離境。
美國移民法定義「永久居留權」是：「根據移民法所賦予『以移民身份永久居住在美國』的特許，且此身份未曾改變過。」 意即：若是綠卡擁有者改變其身份，其永久居民權隨即消滅。因此，永久居民若非在無心之過下，使用了不一致的身份（例如：以非居民身份報稅），其永久居民身份將可能被終止。此外，根據美國聯邦巡迴上訴法院判例：永久居民身份可經由放棄行為（如定居他國）而可能喪失（can be removed），無須先經過填表或移民法庭的判決。若能提出證據，說明持卡人具有永久居留的持續意願，離境期間並未發生改變，經移民局認可或法院判決，綠卡身份才仍可能延續。

### 澳洲永久居民簽證
在澳洲，移民部並非授予永久居民類似于綠卡一類的證明文件，而是直接將具有永久居民資格的簽證粘貼在持有者所擁有國籍護照的簽證頁。但法律規定永久居民必須申領所在州的當地駕照，這個期限規定在獲得永久居民后不得超過半年時間；而且永久居民會得到申請醫療保險卡的資格。駕照加之醫療保險卡亦在社會中可以證明其永久居民的身份。根據澳洲和紐西蘭兩國所簽署的《跨塔斯曼尼亞旅遊安排》，澳洲護照持有者以及持有澳洲永久居民簽證的任何人士在紐西蘭居住、工作、及就讀沒有任何限制，待遇同紐西蘭永久居民。
現行的法律規定澳洲永久居民在五年內在澳洲境內居住滿四年，並且這四年當中至少持有永居簽證一年方可有資格歸化入籍澳洲。
通常不像美加等國，澳洲不對永久居民簽發卡式永久居留證。然而，對於獲得澳洲庇護的難民或某些尋求庇護者，可向澳洲移民部申請取得移民卡（ImmiCard），其中永久居民的移民卡為綠色，因此亦稱「綠卡」。

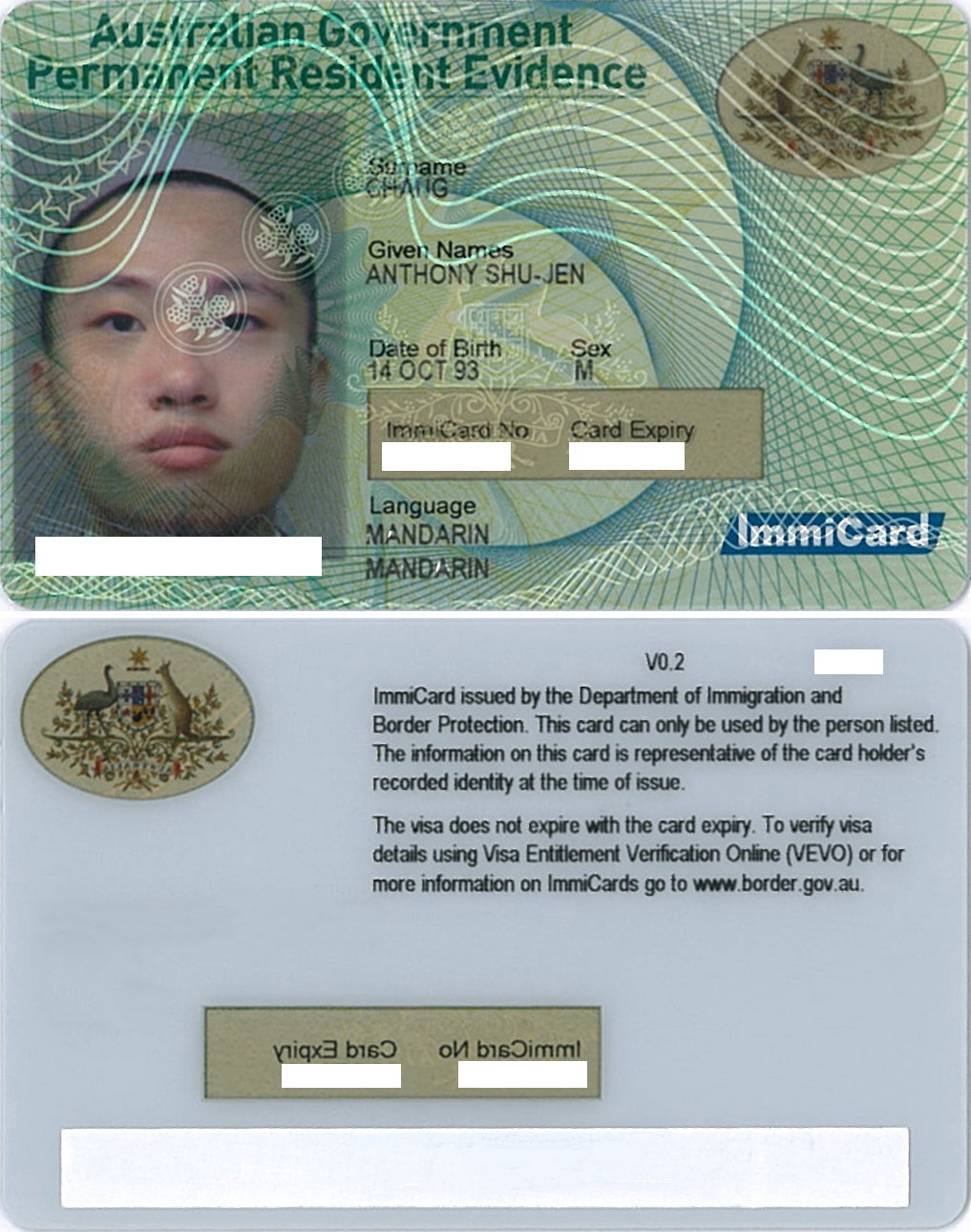
澳洲發放給獲得866永久保護簽證的難民的永久居民證明移民卡（綠卡）

### 加拿大枫叶卡
2002年加拿大公民身份与移民部开始向所有新的加拿大永久居民发行永久居民卡（最早命名为“枫叶卡”）。所有原先的加拿大永久居民可以花50加拿大元申请一张。

### 德国
德國于2000年至2004年之間推出德國版的綠卡，目的在于解决當時國內IT人才極其缺乏的問題。与美國綠卡相比，德國版綠卡具有以下的限制條件：
- 最長的居留許可爲5年
- 僅允許具有相應大學學歷的，或年收入超過5万歐元的高層次IT人才申請
- 發放的綠卡總數最初僅為1萬張，一年后按計劃增加到2萬張

### 中华人民共和国
中华人民共和国自2004年起给在国内的符合申请资格（通常是对中国有突出贡献的）的外国人士签发永久居留权證明，也被称为“五星卡”、中国绿卡。2010年6月1日起，公安部将给在中国有直系亲属等符合条件的外籍人士颁发最多两年的居留证。

### 中華民國 (臺灣)
中華民國近年來對長期定居於臺灣地區的外國人、大陸地區人民及港澳地區居民，發給“居留證”。是中華民國政府用於證明外國人、大陸地區人民及港澳地區居民在其境內合法居留的身份證件，共分為外僑居留證、外僑永久居留證、大陸地區人民依親居留證、大陸地區人民長期居留證、港澳居民居留證、港澳居民居留入出境證等，由內政部入出國及移民署核發。許多在臺灣長年從事宗教、醫療等公益工作的外國人，如空中英語教室&大家說英語雜誌社創辦人彭蒙惠（Doris Brougham）等無需像以往一樣要定期回原國家更新護照及申請簽證。大陸及港澳地區居民則是持中華民國臺灣地區入出境許可證。
據2009年1月修訂的《入出國及移民法》第25條規定，外國人在台湾合法連續居留五年，每年居住超過一百八十三日，或居住臺灣地區設有戶籍國民，其外國籍之配偶、子女在台湾合法居留十年以上，其中有五年每年居留超過一百八十三日，並符合要件者，得向內政部移民署申請永久居留。第33條第四款規定：擁有永久居留證以後，如果每年沒有住滿183天，永久居留證就會被撤銷，但因出國就學、就醫或其他特殊原因經入出國及移民署同意者，不在此限。

### 日本

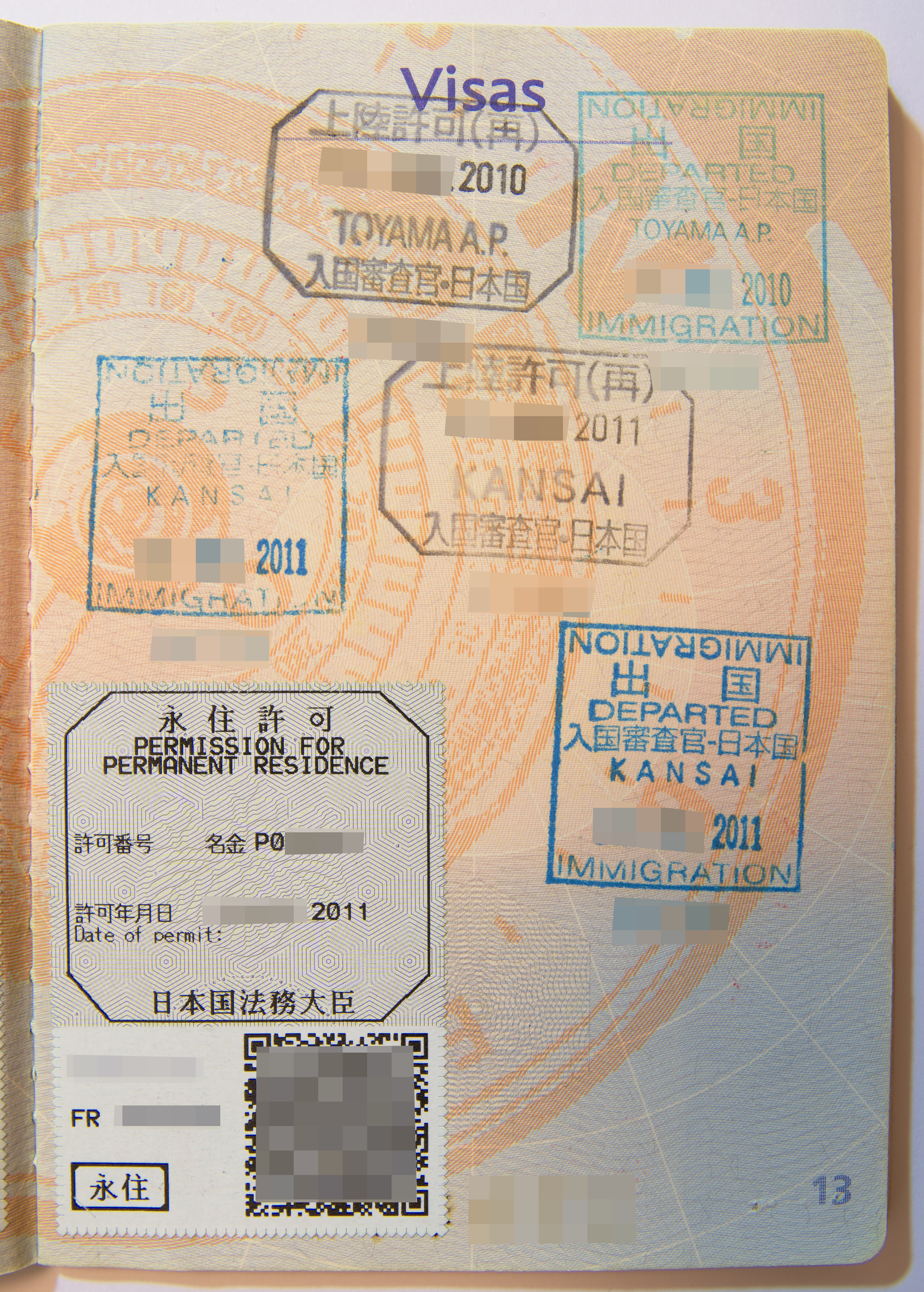
2011年於法國護照上頒發的日本永住許可簽證。

日本的居留證稱為在留卡。而所謂的永久居留則稱為永住者，會於在留卡上註記並發行永住許可簽證。一般必須在日本一直居住超过10年才能申请永住許可。
由於這規定甚至比加入日本国籍還嚴苛，2017年4月28日日本政府放寬永住許可申請條件，「高度外國人才」綜合評分達到70分，3年可以申請永住。達到80分，1年就可以申請永住。

### 南韓
韩国的永久居留证分为两种，一种称为永久居住证（영주증），另一种是外籍同胞国内居住证（외국국적동포 국내거소신고증）。